# کارکس گایری
کارکس گایری (نام علمی: Carex geyeri) نام یک گونه از سرده جگن است.